# Hrîțiv
Hrîțiv (în ucraineană Гриців) este o așezare de tip urban din raionul Șepetivka, regiunea Hmelnîțkîi, Ucraina. În afara localității principale, mai cuprinde și satul Korpîlivka.

## Demografie
Componența lingvistică a așezării de tip urban Hrîțiv
     Ucraineană (98,62%)
     Rusă (1,23%)
     Alte limbi (0,09%)
Conform recensământului din 2001, majoritatea populației așezării de tip urban Hrîțiv era vorbitoare de ucraineană (98,62%), existând în minoritate și vorbitori de rusă (1,23%).